# Discografia degli Oliver Onions
Questa voce comprende la discografia italiana degli Oliver Onions, duo formato dai fratelli Guido e Maurizio De Angelis. Il duo ha utilizzato numerosi pseudonimi, tra cui il più conosciuto è Oliver Onions, sia in Italia che all'estero, a causa della diversificazione delle loro opere che spaziavano tra colonne sonore e sigle televisive e anche per non inflazionare troppo il mercato a fronte appunto, delle numerose produzioni. Il duo ha realizzato centoventi colonne sonore, anche se non tutte sono state pubblicate su album all'epoca dell'uscita del relativo film.
La discografia italiana consiste in 27 album stampati in LP tra il 1966 ed il 1988. Dopo dieci anni di silenzio artistico sono tornati a realizzare colonne sonore: la prima nel 1998 per la serie Rai Il maresciallo Rocca e la seconda nel 2001 per la fiction Incantesimo. A partire dal 1993 sono state pubblicate 35 colonne sonore completamente inedite su supporto discografico, di molti film distribuiti negli anni settanta e ottanta.
A partire dal 1991 sono state pubblicate altre 30 ristampe, molto spesso in versione expanded, di colonne sonore già apparse in precedenza su disco, ad opera di etichette quali Digitmovies, Beat Records Company e Hexacord. La somma di tutte le pubblicazioni al 2020, ha raggiunto un totale complessivo di 91 album. Esistono inoltre 14 raccolte ufficiali, di cui una doppia raccolta live pubblicata in un box set con un DVD, un EP e 68 singoli totali. Molto estesa è la discografia fuori dall'Italia, con la maggior parte degli album e singoli incisi in lingua francese, spagnola ed inglese, con dischi pubblicati in diversi paesi del mondo, tra cui Austria, Germania, Spagna, Argentina, Francia, Grecia, Venezuela, Inghilterra e Stati Uniti.

## Album

### Album in studio
| Anno | Titolo                                                         | Formati | Formati | Formati | Formati | Formati      | Formati  | Posizione massima | Certificazioni | Note                                                                          |
| ---- | -------------------------------------------------------------- | ------- | ------- | ------- | ------- | ------------ | -------- | ----------------- | -------------- | ----------------------------------------------------------------------------- |
| Anno | Titolo                                                         | CD      | LP      | MC      | DD      | Promozionale | Ristampa | ITA               | Certificazioni | Note                                                                          |
| 1966 | Beat melody (ARC, SA 19)                                       |         |         |         |         |              |          | —                 | —              | pubblicato come The G & M                                                     |
| 1974 | See You Later (RCA Italiana, TPK1 1005)                        |         |         |         |         |              |          | —                 | —              | pubblicato come Oliver Onions                                                 |
| 1979 | Six Ways (Kangaroo, RCA Italiana, KTRL 13901)                  |         |         |         |         |              |          | —                 | —              | pubblicato come Oliver Onions, distribuito all'estero con il titolo Bulldozer |
| 1979 | Santa Maria (Kangaroo Team Records, RCA Italiana, KTRL 13902)  |         |         |         |         |              |          | —                 | —              | pubblicato come Oliver Onions                                                 |
| 1981 | W i Re Magi (Kangaroo Team Records, RCA Italiana, ZBLKT 34142) |         |         |         |         |              |          | —                 | —              | pubblicato come I Re Magi                                                     |
| 1982 | Jacky (Kangaroo Team Records, RCA Italiana, ZPLKT 34150)       |         |         |         |         |              |          | —                 | —              | pubblicato come Royal Jelly                                                   |
| 2021 | Future Memorabilia (BMG, 538700681)                            |         |         |         |         |              |          | —                 | —              | pubblicato come Oliver Onions                                                 |

#### Colonne sonore
| Anno | Titolo | Formati | Formati | Formati | Formati | Formati      | Formati  | Posizione massima | Certificazioni | Note |
| ---- | --- | ------- | ------- | ------- | ------- | ------------ | -------- | ----------------- | -------------- | --- |
| Anno | Titolo | CD      | LP      | MC      | DD      | Promozionale | Ristampa | ITA               | Certificazioni | Note |
| 1971 | Per grazia ricevuta                                                                                                 |         |         |         |         |              |          | —                 | —              | La cover indica Maurizio e Guido de Angelis, il tondino Guido e Maurizio De Angelis |
| 1971 | Trastevere |         |         |         |         |              |          | —                 | —              | La cover indica Maurizio e Guido de Angelis, il tondino Guido e Maurizio De Angelis |
| 1971 | ...continuavano a chiamarlo Trinità                                                                                 |         |         |         |         |              |          | —                 | —              | La cover indica Guido e Maurizio De Angelis, il tondino Guido & Maurizio De Angelis |
| 1972 | ...e poi lo chiamarono il Magnifico                                                                                 |         |         |         |         |              |          | —                 | —              | La cover indica Guido e Maurizio De Angelis e la loro orchestra |
| 1972 | Il sindacalista |         |         |         |         |              |          | —                 | —              | La cover indica Guido e Maurizio De Angelis e la loro orchestra |
| 1973 | ...più forte ragazzi!                                                                                               |         |         |         |         |              |          | —                 | —              | Pubblicato come Guido e Maurizio De Angelis |
| 1973 | Afyon Oppio |         |         |         |         |              |          | —                 | —              | Pubblicato come Guido e Maurizio De Angelis |
| 1973 | Piedone lo sbirro                                                                                                   |         |         |         |         |              |          | —                 | —              | Pubblicato come Guido e Maurizio De Angelis |
| 1973 | La polizia incrimina, la legge assolve                                                                              |         |         |         |         |              |          | —                 | —              | Pubblicato come Guido e Maurizio De Angelis |
| 1974 | Porgi l'altra guancia (colonna sonora originale)                                                                    |         |         |         |         |              |          | —                 | —              | Pubblicato come Guido e Maurizio De Angelis |
| 1975 | A mezzanotte va la ronda del piacere                                                                                |         |         |         |         |              |          | —                 | —              | Pubblicato come Guido e Maurizio De Angelis |
| 1975 | Zorro |         |         |         |         |              |          | —                 | —              | Pubblicato come Guido e Maurizio De Angelis |
| 1976 | Sandokan - Dalla colonna sonora originale dello sceneggiato televisivo                                              |         |         |         |         |              |          | —                 | —              | Pubblicato come Guido e Maurizio De Angelis |
| 1976 | Savana violenta |         |         |         |         |              |          | —                 | —              | Pubblicato come Guido e Maurizio De Angelis |
| 1976 | Sono un uomo semplice con i peli sul petto...                                                                       |         |         |         |         |              |          | —                 | —              | Pubblicato come Guido e Maurizio De Angelis |
| 1977 | Il corsaro nero |         |         |         |         |              |          | —                 | —              | Pubblicato come Guido e Maurizio De Angelis |
| 1978 | Febbre della velocità                                                                                               |         |         |         |         |              |          | —                 | —              | Pubblicato come Guido e Maurizio De Angelis |
| 1979 | Killer Fish |         |         |         |         |              |          | —                 | —              | Pubblicato come Guido e Maurizio De Angelis |
| 1979 | La Montagna Del Dio Cannibale - Colonna Sonora Originale Del Film                                                   |         |         |         |         |              |          | —                 | —              | LP contenente sul lato A la colonna sonora del film La montagna del Dio cannibale, sul lato B la colonna sonora del film Messalina, Messalina!, non indicato in copertina. Serie speciale numerata per collezionisti. Pubblicato come Guido e Maurizio De Angelis                                                                  |
| 1979 | Colonna Sonora Originale Del Film Mannaja                                                                           |         |         |         |         |              |          | —                 | —              | LP contenente sul lato A la colonna sonora del film Mannaja, pubblicata parzialmente in sette tracce, sul lato B la colonna sonora del film 40 gradi all'ombra del lenzuolo, non indicato in copertina e anch'essa pubblicata parzialmente. Serie speciale numerata per collezionisti. Pubblicato come Guido e Maurizio De Angelis |
| 1979 | Sandokan - Dalla colonna sonora originale dello sceneggiato televisivo                                              |         |         |         |         |              |          | —                 | —              | Ristampa del 1979 per la serie Linea Tre |
| 1984 | Cenerentola '80 |         |         |         |         |              |          | —                 | —              | LP contenente la colonna sonora del film omonimo incisa da Bonnie Bianco e prodotta da Guido e Maurizio De Angelis. Nell'album sono presenti due brani accreditati ed incisi dagli Oliver Onions. |
| 1988 | Dance Academy - The Original Soundtrack                                                                             |         |         |         |         |              |          | —                 | —              | LP contenente la colonna sonora del film Dance Academy prodotta da Guido e Maurizio De Angelis e Ted Mather incisa da vari artisti. Nell'album sono presenti tre brani accreditati ed incisi da G. & M. De Angelis. |
| 1993 | The Adventure Film World Of Guido & Maurizio De Angelis                                                             |         |         |         |         |              |          | —                 | —              | CD contenente le prime pubblicazioni assolute di 4 colonne sonore: Keoma, Il cacciatore di squali, Arrivano i vostri e Il grande oceano di Capitan Cook. Pubblicato come Guido & Maurizio De Angelis |
| 1993 | Mannaja/Tedeum (Original Soundtracks)                                                                               |         |         |         |         |              |          | —                 | —              | Ristampa in CD della colonna sonora di Mannaja con l'aggiunta di altre 7 tracce rispetto alla versione in LP del 1979, accoppiato alla prima stampa assoluta di 5 tracce della colonna sonora del film Tedeum. Pubblicato come Guido & Maurizio De Angelis                                                                         |
| 1998 | Il maresciallo Rocca                                                                                                |         |         |         |         |              |          | —                 | —              | Pubblicato come Guido & Maurizio De Angelis |
| 1999 | Gatti Rossi In Un Labirinto Di Vetro/I Corpi Presentano Tracce Di Violenza Carnale (Original Soundtracks)           |         |         |         |         |              |          | —                 | —              | Prima stampa assoluta in CD della colonna sonora del film del 1973, pubblicato come Guido & Maurizio De Angelis, accoppiato alla colonna sonora del film Gatti rossi in un labirinto di vetro composta da Bruno Nicolai |
| 2001 | Incantesimo |         |         |         |         |              |          | —                 | —              | Pubblicato come Guido & Maurizio De Angelis |
| 2002 | Il cittadino si ribella                                                                                             |         |         |         |         |              |          | —                 | —              | Prima stampa assoluta in CD della colonna sonora del film del 1974, pubblicato come Guido & Maurizio De Angelis |
| 2003 | Malombra |         |         |         |         |              |          | —                 | —              | Prima stampa assoluta in CD della colonna sonora del film del 1984, pubblicato come Guido & Maurizio De Angelis e accreditato anche a Michele Zanoni |
| 2005 | Piedone l'africano                                                                                                  |         |         |         |         |              |          | —                 | —              | Prima stampa assoluta in CD della colonna sonora del film del 1978, pubblicato come Guido & Maurizio De Angelis |
| 2005 | Piedone a Hong Kong                                                                                                 |         |         |         |         |              |          | —                 | —              | Prima stampa assoluta in CD della colonna sonora del film del 1980, pubblicato come Guido & Maurizio De Angelis |
| 2006 | Il soldato di ventura                                                                                               |         |         |         |         |              |          | —                 | —              | Prima stampa assoluta in CD della colonna sonora del film del 1976, pubblicato come Guido & Maurizio De Angelis |
| 2006 | Roma violenta |         |         |         |         |              |          | —                 | —              | Prima stampa assoluta in CD della colonna sonora del film del 1975, pubblicato come Guido & Maurizio De Angelis. Il CD è stato stampato in due versioni con due copertine differenti, stesso numero di catalogo. |
| 2007 | La tigre è ancora viva: Sandokan alla riscossa!                                                                     |         |         |         |         |              |          | —                 | —              | Prima stampa assoluta in CD della colonna sonora del film del 1977, pubblicato come Guido & Maurizio De Angelis |
| 2007 | Milano Trema: La Polizia Vuole Giustizia (Original Motion Picture Soundtrack)                                       |         |         |         |         |              |          | —                 | —              | Prima stampa assoluta in CD della colonna sonora del film del 1973, pubblicato come Guido & Maurizio De Angelis |
| 2007 | Italian Police: La Mano Spietata Della Legge / Il Grande Racket / L'Uomo Della Strada Fa Giustizia                  | 3       |         |         |         |              |          | —                 | —              | Triplo CD contenente la prima stampa assoluta di tre colonne sonore: La Mano Spietata Della Legge composta da Stelvio Cipriani, Il Grande Racket composta da Guido & Maurizio De Angelis, L'Uomo Della Strada Fa Giustizia composta da Bruno Nicolai.                                                                              |
| 2009 | Orzowei (Original Soundtrack Recording In Full Stereo) Also Including The OST In Full Stereo From Il Marsigliese    |         |         |         |         |              |          | —                 | —              | Prima stampa assoluta in CD della colonna sonora del telefilm del 1976 e del film Il Marsigliese, pubblicato come Guido & Maurizio De Angelis |
| 2009 | Arrivano Joe E Margherito/Simone E Matteo - Un Gioco Da Ragazzi (Original Soundtracks)                              |         |         |         |         |              |          | —                 | —              | Prima stampa assoluta in CD della colonna sonora dei film Arrivano Joe E Margherito e Simone E Matteo - Un Gioco Da Ragazzi. Pubblicato come Guido & Maurizio De Angelis |
| 2010 | Tre Tigri Contro Tre Tigri / Agenzia Riccardo Finzi... Praticamente Detective (Original Soundtracks In Full Stereo) |         |         |         |         |              |          | —                 | —              | Prima stampa assoluta in CD della colonna sonora dei film Tre Tigri Contro Tre Tigri e Agenzia Riccardo Finzi... Praticamente Detective, pubblicato come Guido & Maurizio De Angelis |
| 2011 | Valdez Il Mezzosangue (Original Motion Picture Soundtrack)                                                          |         |         |         |         |              |          | —                 | —              | Prima stampa assoluta in CD della colonna sonora del film Valdez Il Mezzosangue, pubblicato originariamente in LP con il titolo The Valdez Horses solo per il mercato giapponese nel 1974. Pubblicato come Guido & Maurizio De Angelis                                                                                             |
| 2011 | Anche Gli Angeli Mangiano Fagioli (Original Motion Picture Soundtrack In Full Stereo)                               |         |         |         |         |              |          | —                 | —              | Prima stampa assoluta in CD della colonna sonora del film Anche gli angeli mangiano fagioli. Pubblicato come Guido & Maurizio De Angelis |
| 2011 | Tedeum (Original Motion Picture Soundtrack)                                                                         |         |         |         |         |              |          | —                 | —              | Prima stampa assoluta in CD della colonna sonora integrale del film Tedeum, già pubblicata parzialmente nel 1993. Pubblicato come Guido & Maurizio De Angelis |
| 2011 | Mannaja (Colonna Sonora Originale Del Film)                                                                         |         |         |         |         |              |          | —                 | —              | Prima stampa assoluta in CD della colonna sonora integrale del film Mannaja composta da venti tracce, già pubblicata parzialmente nel 1979 e 1993. Pubblicato come Guido & Maurizio De Angelis |
| 2011 | La Moglie Di Mio Padre (Original Motion Picture Soundtrack In Full Stereo)                                          |         |         |         |         |              |          | —                 | —              | Prima stampa assoluta in CD della colonna sonora integrale del film La Moglie Di Mio Padre. Pubblicato come Guido & Maurizio De Angelis |
| 2012 | 40 Gradi All'Ombra Del Lenzuolo (Original Motion Picture Soundtrack)                                                |         |         |         |         |              |          | —                 | —              | Prima stampa assoluta in CD della colonna sonora integrale del film 40 Gradi All'Ombra Del Lenzuolo, pubblicata parzialmente in LP nel 1979. Pubblicato come Guido & Maurizio De Angelis |
| 2012 | Il Sindacalista (Original Motion Picture Soundtrack In Full Stereo)                                                 |         |         |         |         |              |          | —                 | —              | Prima stampa assoluta in CD della colonna sonora integrale del film Il sindacalista. Pubblicato come Guido & Maurizio De Angelis |
| 2013 | L'Arbitro (Original Motion Picture Soundtrack In Full Stereo)                                                       |         |         |         |         |              |          | —                 | —              | Prima stampa assoluta in CD della colonna sonora integrale del film L'arbitro. Pubblicato come Guido & Maurizio De Angelis |
| 2013 | Goodbye & Amen |         |         |         |         |              |          | —                 | —              | Prima stampa assoluta in CD della colonna sonora integrale del film Goodbye & Amen. Pubblicato come Guido & Maurizio De Angelis |
| 2014 | Peccati in famiglia (Original Motion Picture Soundtrack)                                                            |         |         |         |         |              |          | —                 | —              | Prima stampa assoluta in CD della colonna sonora integrale del film Peccati in famiglia. Pubblicato come Guido & Maurizio De Angelis |
| 2016 | Il signor Robinson, mostruosa storia d'amore e d'avventure (Colonna sonora originale)                               |         |         |         |         |              |          | —                 | —              | Prima stampa assoluta in CD ed LP della colonna sonora integrale del film Il signor Robinson, mostruosa storia d'amore e d'avventure. Pubblicato come Guido & Maurizio De Angelis |
| 2018 | Canterbury N2: Nuove Storie D'Amore Del '300                                                                        |         |         |         |         |              |          | —                 | —              | Prima stampa assoluta in CD della colonna sonora integrale del film Canterbury N2: Nuove Storie D'Amore Del '300. Pubblicato come Guido & Maurizio De Angelis |
| 2018 | L'allenatore nel pallone                                                                                            |         |         |         |         |              |          | —                 | —              | Prima stampa assoluta in CD della colonna sonora integrale del film L'allenatore nel pallone. Pubblicato come Guido & Maurizio De Angelis |
| 2019 | Bomber (Colonna sonora originale)                                                                                   |         |         |         |         |              |          | —                 | —              | Prima stampa assoluta in CD ed LP della colonna sonora integrale del film Bomber. Il vinile è stato stampato in due versioni differenti: la prima in vinile nero e la seconda con vinile trasparente ed una fascia centrale blu. Pubblicato come Guido & Maurizio De Angelis                                                       |
| 2019 | L'ultimo squalo (Colonna sonora originale)                                                                          |         |         |         |         |              |          | —                 | —              | Prima stampa assoluta in CD ed LP della colonna sonora integrale del film L'ultimo squalo. Il vinile è stato stampato in due versioni differenti: la prima in vinile nero e la seconda con vinile bianco e blu. Pubblicato come Guido & Maurizio De Angelis                                                                        |
| 2019 | Alien 2 Sulla Terra - Colonna Sonora Originale                                                                      |         |         |         |         |              |          | —                 | —              | Prima stampa assoluta in CD ed LP della colonna sonora integrale del film Alien 2 Sulla Terra. Il vinile è stato stampato in tre versioni colorate: nero, giallo e verde. Pubblicato come Guido & Maurizio De Angelis |
| 2020 | Lo chiamavano Bulldozer (Colonna sonora originale)                                                                  |         |         |         |         |              |          | —                 | —              | Prima stampa assoluta in CD ed LP della colonna sonora integrale del film Lo chiamavano Bulldozer. Il vinile è stato stampato in vinile bianco con fascia centrale verde. Pubblicato come Guido & Maurizio De Angelis |
| 2020 | 2019 Dopo La Caduta Di New York (Colonna sonora originale)                                                          |         |         |         |         |              |          | —                 | —              | Prima stampa assoluta in CD ed LP della colonna sonora integrale del film 2019 Dopo La Caduta Di New York. Il vinile è stato stampato in vinile verde. Pubblicato come Guido & Maurizio De Angelis |
| 2020 | Occhio, malocchio, prezzemolo e finocchio (Colonna sonora originale)                                                |         |         |         |         |              |          | —                 | —              | Prima stampa assoluta in CD della colonna sonora integrale del film Occhio, malocchio, prezzemolo e finocchio. Pubblicato come Guido & Maurizio De Angelis |
| 2021 | ...Altrimenti Ci Arrabbiamo (Colonna sonora originale)                                                              |         |         |         |         |              |          | —                 | —              | Prima stampa assoluta in CD ed LP della colonna sonora integrale del film ...Altrimenti Ci Arrabbiamo. Il vinile è stato stampato in vinile bianco e rosso. Pubblicato come Guido & Maurizio De Angelis |
| 2021 | San Pasquale Baylonne protettore delle donne (Colonna sonora originale)                                             |         |         |         |         |              |          | —                 | —              | Prima stampa assoluta in CD della colonna sonora integrale del film San Pasquale Baylonne protettore delle donne. Pubblicato come Guido & Maurizio De Angelis |

### Ristampe
| Anno | Titolo                                                                        | Formati | Formati | Formati | Formati | Formati      | Formati  | Posizione massima | Certificazioni | Note |
| ---- | ----------------------------------------------------------------------------- | ------- | ------- | ------- | ------- | ------------ | -------- | ----------------- | -------------- | --- |
| Anno | Titolo                                                                        | CD      | LP      | MC      | DD      | Promozionale | Ristampa | ITA               | Certificazioni | Note |
| 1991 | Ultime Grida Dalla Savana / Savana Violenta (Original Soundtracks)            |         |         |         |         |              |          | —                 | —              | Prima stampa in CD delle colonne sonore Ultime Grida Dalla Savana, composta da Carlo Savina e Savana Violenta, pubblicata originariamente in LP nel 1976. Pubblicato come Guido & Maurizio De Angelis. |
| 1991 | Zorro                                                                         |         |         |         |         |              |          | —                 | —              | Prima stampa in CD della colonna sonora omonima del 1975. Pubblicato come Guido & Maurizio De Angelis. |
| 1991 | Zorro                                                                         |         |         |         |         |              |          | —                 | —              | Prima stampa in CD della colonna sonora omonima del 1975, versione promo con diversa copertina. Pubblicato come Guido & Maurizio De Angelis. |
| 1996 | Sandokan - Dalla colonna sonora originale dello sceneggiato televisivo        |         |         |         |         |              |          | —                 | —              | Prima stampa in CD della colonna sonora del telefilm. Pubblicato come Guido & Maurizio De Angelis. |
| 1999 | Languidi baci... perfide carezze                                              |         |         |         |         |              |          | —                 | —              | Prima stampa in CD della colonna sonora del film Languidi baci... perfide carezze, pubblicata nel 1976 con il titolo Sono un uomo semplice con i peli sul petto... Pubblicato come Guido & Maurizio De Angelis. |
| 2001 | Keoma/Il cacciatore di squali                                                 |         |         |         |         |              |          | —                 | —              | Prima stampa in LP delle colonne sonore Keoma e Il cacciatore di squali, pubblicata originariamente in CD nel 1993. Pubblicato come Guido & Maurizio De Angelis. |
| 2002 | ...e poi lo chiamarono il Magnifico (Original Soundtrack In Full Stereo)      |         |         |         |         |              |          | —                 | —              | Prima stampa in CD della colonna sonora omonima del 1972, con l'aggiunta di sei tracce inedite. Pubblicato come Guido & Maurizio De Angelis. |
| 2005 | La polizia incrimina, la legge assolve                                        |         |         |         |         |              |          | —                 | —              | Prima stampa in CD della colonna sonora omonima del 1973, con l'aggiunta di dieci tracce inedite. Pubblicato come Guido & Maurizio De Angelis. |
| 2005 | Piedone lo sbirro                                                             |         |         |         |         |              |          | —                 | —              | Prima stampa in CD della colonna sonora omonima del 1975, con l'aggiunta di dieci tracce inedite. Pubblicato come Guido & Maurizio De Angelis. |
| 2005 | Il corsaro nero                                                               |         |         |         |         |              |          | —                 | —              | Prima stampa in CD della colonna sonora omonima del 1976, con l'aggiunta di quattordici tracce inedite. Pubblicato come Guido & Maurizio De Angelis. |
| 2008 | I Corpi Presentano Tracce Di Violenza Carnale (Original Soundtrack)           |         |         |         |         |              |          | —                 | —              | Ristampa in CD della colonna sonora integrale con tracce alternative del film omonimo. Pubblicato come Guido & Maurizio De Angelis. |
| 2009 | ...e poi lo chiamarono il Magnifico (Original Soundtrack In Full Stereo)      |         |         |         |         |              |          | —                 | —              | Seconda stampa in CD della colonna sonora omonima del 1972, con un artwork differente e con l'aggiunta di altre otto tracce inedite, rispetto all'edizione in CD del 2002, in versione rimasterizzata. Pubblicato come Guido & Maurizio De Angelis. |
| 2011 | Zorro (Original Soundtrack In Full Stereo)                                    |         |         |         |         |              |          | —                 | —              | Seconda stampa in CD ed LP della colonna sonora omonima del 1975, con un artwork differente e con l'aggiunta di altre diciotto tracce inedite per il CD ed una per il vinile. Pubblicato come Guido & Maurizio De Angelis. |
| 2012 | ...Più Forte Ragazzi! (Original Motion Picture Soundtrack)                    |         |         |         |         |              |          | —                 | —              | Prima stampa in CD della colonna sonora omonima del 1972, con l'aggiunta di undici tracce inedite. Pubblicato come Guido & Maurizio De Angelis. |
| 2012 | A mezzanotte va la ronda del piacere                                          |         |         |         |         |              |          | —                 | —              | Prima stampa in CD della colonna sonora omonima del 1975, con l'aggiunta di quindici tracce inedite. Pubblicato come Guido & Maurizio De Angelis. |
| 2012 | La Montagna Del Dio Cannibale - Colonna Sonora Originale Del Film             |         |         |         |         |              |          | —                 | —              | Prima stampa in CD della colonna sonora del film La montagna del Dio cannibale e del film Messalina, Messalina!, non indicato in copertina, con l'aggiunta di quattro tracce inedite. Pubblicato come Guido & Maurizio De Angelis. |
| 2013 | Per grazia ricevuta (Original Motion Picture Score)                           |         |         |         |         |              |          | —                 | —              | Ristampa in CD della colonna sonora pubblicata nel 1971 in LP, con l'aggiunta di 29 tracce inedite. Pubblicato come Guido e Maurizio De Angelis |
| 2013 | ...continuavano a chiamarlo Trinità (Original Motion Picture Soundtrack)      |         |         |         |         |              |          | —                 | —              | Ristampa in CD della colonna sonora pubblicata nel 1971 in LP, con l'aggiunta di 12 tracce inedite. Pubblicato come Guido e Maurizio De Angelis |
| 2014 | Trastevere                                                                    |         |         |         |         |              |          | —                 | —              | Prima stampa in CD della colonna sonora del film Trastere pubblicata nel 1971, con l'aggiunta di tredici tracce inedite. Pubblicato come Guido & Maurizio De Angelis. |
| 2015 | Torso (I Corpi Presentano Tracce Di Violenza Carnale)                         |         | 2       |         |         |              |          | —                 | —              | Ristampa in doppio LP della colonna sonora integrale con tracce alternative del film omonimo, identica alla versione CD del 2008, ma con artwork differente. Il vinile è di colore bianco translucido con una fascia centrale rossa. Pubblicato come Guido & Maurizio De Angelis. |
| 2016 | Il cittadino si ribella                                                       |         |         |         |         |              |          | —                 | —              | Ristampa in LP della colonna sonora integrale con tracce alternative del film omonimo, identica alla versione CD del 2002. Il vinile è uscito in versione verde trasparente e in versione nera classica. Pubblicato come Guido & Maurizio De Angelis. |
| 2016 | Roma violenta                                                                 |         |         |         |         |              |          | —                 | —              | Ristampa in LP della colonna sonora integrale con tracce alternative del film omonimo, identica alla versione CD del 2006. Il vinile è uscito in versione vinile rosso e in versione nera classica. Pubblicato come Guido & Maurizio De Angelis. |
| 2017 | ...continuavano a chiamarlo Trinità                                           |         |         |         |         |              |          | —                 | —              | Ristampa in LP e CD della colonna sonora integrale del film omonimo. Questa versione è stata distribuita con il vinile ed il CD accoppiati: Nel vinile è incisa la versione originale della colonna sonora pubblicata nel 1971 in versione rimasterizzata. Nel CD è incisa la stessa versione estesa della versione 2013, qui in versione stereo. Una seconda versione è stata distribuita con l'aggiunta di un 45 giri del singolo Trinity Stand Tall/Remember di Gene Roman. Pubblicato come Guido & Maurizio De Angelis. |
| 2017 | La polizia incrimina, la legge assolve                                        |         |         |         |         |              |          | —                 | —              | Ristampa in LP della colonna sonora del film omonimo. Pubblicato come Guido & Maurizio De Angelis. |
| 2017 | Milano Trema: La Polizia Vuole Giustizia (Original Motion Picture Soundtrack) |         |         |         |         |              |          | —                 | —              | Ristampa in LP della colonna sonora del film omonimo, identica alla versione in CD del 2007. Il vinile è pubblicato in due versioni: arancio trasparente e nero classico. Pubblicato come Guido & Maurizio De Angelis. |
| 2017 | Orzowei, il figlio della savana                                               |         |         |         |         |              |          | —                 | —              | Ristampa in CD ed LP della colonna sonora del telefilm omonimo, identica alla versione in CD del 2009 con l'aggiunta di tre tracce inedite. Pubblicato come Guido & Maurizio De Angelis. |
| 2017 | Il grande racket                                                              |         |         |         |         |              |          | —                 | —              | Prima stampa in LP della colonna sonora del film omonimo, identica alla versione in CD del 2007. Pubblicato come Guido & Maurizio De Angelis. |
| 2018 | Zorro (Original Soundtrack In Full Stereo)                                    |         |         |         |         |              |          | —                 | —              | Ristampa in CD della colonna sonora integrale del film omonimo, identica all'edizione in CD del 2011. Pubblicato due volte per un errore di mastering. come Guido & Maurizio De Angelis. |
| 2018 | La tigre è ancora viva: Sandokan alla riscossa!                               |         |         |         |         |              |          | —                 | —              | Ristampa in CD della colonna sonora integrale del film omonimo, identica all'edizione in CD del 2007, con artwork differente. come Guido & Maurizio De Angelis. |
| 2019 | ...e poi lo chiamarono il Magnifico (Original Soundtrack In Full Stereo)      |         |         |         |         |              |          | —                 | —              | Ristampa in LP e CD della colonna sonora integrale del film omonimo, identica all'edizione in CD del 2009. Pubblicato come Guido & Maurizio De Angelis. |
| 2019 | ...e poi lo chiamarono il Magnifico (Original Soundtrack In Full Stereo)      |         |         |         |         |              |          | —                 | —              | Terza Ristampa in CD della colonna sonora integrale del film omonimo, identica all'edizione in CD del 2009, con l'aggiunta di otto tracce inedite. Pubblicato come Guido & Maurizio De Angelis. |

### Raccolte
| Anno | Titolo                                                                                                | Formati | Formati | Formati | Formati | Formati      | Formati  | Posizione massima | Certificazioni | Note |
| ---- | --- | ------- | ------- | ------- | ------- | ------------ | -------- | ----------------- | -------------- | --- |
| Anno | Titolo                                                                                                | CD      | LP      | MC      | DD      | Promozionale | Ristampa | ITA               | Certificazioni | Note |
| 1974 | M & G Orchestra                                                                                       |         |         |         |         |              |          | —                 | —              | Prima raccolta italiana pubblicata come M & G Orchestra |
| 1975 | Sberle fagioli e musica - I grandi successi di Guido e Maurizio De Angelis (Colonne sonore originali) |         |         |         |         |              |          | —                 | —              | Pubblicato come Guido e Maurizio De Angelis |
| 1976 | Le colonne sonore di Guido e Maurizio De Angelis                                                      |         |         |         |         |              |          | —                 | —              | Pubblicato come Guido e Maurizio De Angelis per la serie Linea Tre in due edizioni: codice NL 33006 e codice TNL1-3006 |
| 1979 | SOS Spazio 1999 - Sigle Tv e colonne sonore di Guido & Maurizio De Angelis                            |         |         |         |         |              |          | —                 | —              | Pubblicato come Guido e Maurizio De Angelis per la serie Orizzonte |
| 1980 | ...Continuavano A Chiamarlo Trinità/...Più Forte Ragazzi!/...Altrimenti Ci Arrabbiamo!                |         |         |         |         |              |          | —                 | —              | Pubblicato come Guido & Maurizio De Angelis per la serie Cinema Tre |
| 1982 | Guido & Maurizio De Angelis                                                                           |         |         |         |         |              |          | —                 | —              | Ristampa della raccolta del 1976 Le colonne sonore di Guido e Maurizio De Angelis per la serie Hit Parade International di Armando Curcio Editore, con titolo e artwork differente. Pubblicato come Guido & Maurizio De Angelis |
| 1983 | Avventura all'italiana                                                                                |         |         |         |         |              |          | —                 | —              | Raccolta per la serie Cineme Tre. Pubblicato come Guido e Maurizio De Angelis |
| 1983 | TiVulandia n. 5                                                                                       |         |         |         |         |              |          | —                 | —              | Pur inserito nella collana di raccolte omonima, è di fatto una raccolta monografica di sigle dei cartoni animati del duo, con vari pseudonimi.                                                                                  |
| 1995 | Bud Spencer & Terence Hill Greatest Hits                                                              |         |         |         |         |              |          | —                 | —              | Raccolta dell'etichetta Vivi Musica delle colonne sonore della coppia Spencer-Hill, pubblicato come Guido & Maurizio De Angelis                                                                                                 |
| 1995 | Bud Spencer & Terence Hill Platinum Deluxe Butterfly                                                  |         |         |         |         |              |          | —                 | —              | Raccolta dell'etichetta Butterfly Music delle colonne sonore della coppia Spencer-Hill, pubblicato come Guido & Maurizio De Angelis                                                                                             |
| 1997 | Gli anni d'oro                                                                                        |         |         |         |         |              |          | —                 | —              | Raccolta dell'etichetta RCA pubblicata come G&M De Angelis |
| 1999 | Greatest Hits                                                                                         |         |         |         |         |              |          | —                 | —              | Raccolta dell'etichetta Replay Music accreditata a Guido & Maurizio De Angelis / Oliver Onions |
| 2000 | I grandi successi originali                                                                           | 2       |         |         |         |              |          | —                 | —              | Raccolta dell'etichetta RCA serie Flashback pubblicata come Oliver Onions |

#### Album video
| Anno | Titolo                                                          | Formati | Formati | Formati      | Posizione massima | Note                                                      |
| ---- | --------------------------------------------------------------- | ------- | ------- | ------------ | ----------------- | --------------------------------------------------------- |
| Anno | Titolo                                                          | VHS     | DVD     | Promozionale | ITA               | Note                                                      |
| 2017 | Guido & Maurizio De Angelis Oliver Onions Reunion Live Budapest |         |         |              | —                 | Box set contenente 1 DVD del concerto, 2 CD Live, 1 Libro |

#### Extended play
| Anno | Titolo              | Formati | Formati | Formati | Formati | Formati      | Formati  | Posizione massima | Certificazioni | Note |
| ---- | ------------------- | ------- | ------- | ------- | ------- | ------------ | -------- | ----------------- | -------------- | --- |
| Anno | Titolo              | CD      | LP      | MC      | DD      | Promozionale | Ristampa | ITA               | Certificazioni | Note |
| 1975 | Peccati in famiglia |         |         |         |         |              |          | —                 | —              | 7", 45 RPM, EP, contenente due tracce sul lato a eseguite da Guido & Maurizio De Angelis, sul lato b due tracce eseguite da Maria Teresa Con Il Complesso I Mescaleros. Colonna sonora del film omonimo. |

## Singoli
| Anno | Album      | Singolo                                             | Posizione massima | Certificazioni | Etichetta                       | Note |
| Anno | Album      | Singolo                                             | ITA               | Certificazioni | Etichetta                       | Note |
| ---- | ---------- | --------------------------------------------------- | ----------------- | -------------- | ------------------------------- | --- |
| 1963 | —          | Un vecchio macinino/La goccia d'acqua               | —                 | —              | CBS BA 121030                   | Pubblicato come Guido e Maurizio con I Punti Interrogativi                                                                                    |
| 1971 | Trastevere | Trastevere/Kerry                                    | —                 | —              | It ZT 7024                      | Il lato A è inciso da Nino Manfredi, il lato B da Guido e Maurizio De Angelis                                                                 |
| 1972 | —          | Don't Lose Control/Tema di Candida                  | —                 | —              | Smash, SM 6001                  | Il lato A è inciso da Gene Roman, il lato B da Guido e Maurizio De Angelis e la loro orchestra                                                |
| 1972 | —          | Fortuna sì, fortuna no/Fortune for Two              | —                 | —              | It ZT 7036                      | Il lato A è inciso da Enrico Montesano, il lato B da Guido e Maurizio De Angelis e la loro orchestra                                          |
| 1972 | —          | When You Call My Name This Way/Remember             | —                 | —              | Smash SM 6003                   | Pubblicato come Guido e Maurizio De Angelis                                                                                                   |
| 1973 | —          | Mammasantissima/Il fox dell'irlandese               | —                 | —              | It ZT 7050                      | Il lato A è inciso da Jenny Mc Kean, il lato B da Orchestra di G. e M. De Angelis                                                             |
| 1973 | —          | Afyon - Oppio/Claude                                | —                 | —              | Cinevox MDF 038                 | Pubblicato come Oliver Onions |
| 1973 | —          | Piedone lo sbirro/Thinking of You                   | —                 | —              | Cinevox MDF 045                 | Pubblicato come Guido e Maurizio De Angelis                                                                                                   |
| 1973 | —          | Sound and Voices/Wendy                              | —                 | —              | RCA Original Cast OC 30         | Pubblicato come Guido e Maurizio De Angelis                                                                                                   |
| 1973 |            | Flying Through the Air/Plata and Salud              | 8                 | —              | RCA Original Cast OC 33         | Pubblicato come Oliver Onions |
| 1973 | —          | Delitto di regime/Uno che seppe rispondere no       | —                 | —              | RCA Original Cast OC 37         | Pubblicato come Guido e Maurizio De Angelis. Il lato B è cantato da Marianeve.                                                                |
| 1973 | —          | Freedom rainbow/Chino                               | —                 | —              | RCA Original Cast OC 41         | Il lato A è cantato da Canary Jones. Il lato B è pubblicato come Guido & Maurizio De Angelis Orchestra                                        |
| 1974 | —          | (I'm) Football Crazy/Miss Elena                     | —                 | —              | RCA Original Cast TBBO 1017     | Il lato A è cantato da Giorgio Chinaglia. Pubblicato come Guido E Maurizio De Angelis                                                         |
| 1974 | —          | Dune Buggy/Across the Fields                        | 2                 | —              | RCA Original Cast TBBO 1026     | Pubblicato come Oliver Onions |
| 1974 | —          | Una vita a metà/Mmm!?!                              | —                 | —              | RCA Original Cast TBBO 1060     | Il lato A è inciso da Giancarlo Giannini- Pubblicato come Oliver Onions                                                                       |
| 1974 | —          | Why Is Everyone So Mad/London Town                  | —                 | —              | RCA Original Cast TBBO 1072     | Pubblicato come Oliver Onions |
| 1974 | —          | Verde/È difficile                                   | 10                | —              | RCA Original Cast TBBO 1074     | Pubblicato come M. & G. Orchestra |
| 1974 | —          | White, Yellow and Black/Bump (Uba-lega-uga-la)      | —                 | —              | RCA Original Cast TBBO 1081     | Pubblicato come Dilly Dilly |
| 1974 | —          | Il marsigliese/Napoli oggi                          | —                 | —              | RCA Original Cast TBBO 1160     | Pubblicato come M & G Orchestra |
| 1974 | —          | Mañana/El barco de San Josè                         | —                 | —              | EMI Regal 3C 006-18061          | Pubblicato come Barqueros |
| 1975 | —          | A mezzanotte va la ronda del piacere N. 1           | —                 | —              | Cinevox – MDF 069               | Pubblicato come G. & M. De Angelis |
| 1975 | —          | Piedone a Hong Kong/The Taste of Love               | —                 | —              | CAM AMP 153                     | Il lato B è eseguito da Phantom. Pubblicato come Guido e Maurizio De Angelis                                                                  |
| 1975 | —          | Zorro Is Back/To You Mi Chica                       | —                 | —              | RCA Italiana TPBO 1106          | Pubblicato come Oliver Onions |
| 1975 | —          | Song/Kitsch                                         | —                 | —              | RCA Italiana TBBO 1136          | Pubblicato come M & G Orchestra |
| 1976 | —          | 40 gradi/All'ombra del lenzuolo                     | —                 | —              | CBS CBS 4020                    | Pubblicato come Guido e Maurizio De Angelis                                                                                                   |
| 1976 | —          | O Patéo (Parte 1a)/O Patéo (Parte 2a)               | —                 | —              | EMI 3C 006-18199                | Pubblicato come I Pateos con G. & M. De Angelis                                                                                               |
| 1976 | —          | Il soldato di ventura                               | —                 | —              | CAM AMP 169                     | Pubblicato come Guido And Maurizio De Angelis                                                                                                 |
| 1976 | —          | Savana Violenta (Colonna Sonora Originale)          | —                 | —              | CAM AMP 181                     | Pubblicato come Guido e Maurizio De Angelis                                                                                                   |
| 1976 | —          | Signor Robinson/L'isola di Robinson                 | —                 | —              | CGD 4939                        | Il lato A è cantato da Sammy Barbot. Pubblicato come Guido & Maurizio De Angelis Orchestra                                                    |
| 1976 | —          | Con la rabbia agli occhi                            | —                 | —              | Beat Records Company BTF 096    | Pubblicato come Guido e Maurizio De Angelis                                                                                                   |
| 1976 | —          | Inhibition/Lonely Love                              | —                 | —              | Ariston – AR 00739              | Pubblicato come Guido e Maurizio De Angelis                                                                                                   |
| 1976 | —          | Maeba/Africa Express                                | —                 | —              | EMI 3C 006-18109                | Pubblicato come Barqueros |
| 1976 | —          | Hombres del mar/Yara                                | —                 | —              | Cinevox MDF 105                 | Pubblicato come Charango |
| 1976 | —          | Sandokan/Sweet Lady Blue                            | 1                 | —              | RCA Original Cast TBBO 1168     | Pubblicato come Oliver Onions |
| 1976 | —          | Orzowei                                             | 9                 | —              | RCA Original Cast TBBO 1242     | Pubblicato come Oliver Onions |
| 1977 | —          | Tre tigri contro tre tigri/Sopra la panca...        | —                 | —              | Cinevox MDF 114                 | Pubblicato come Guido & Maurizio De Angelis                                                                                                   |
| 1977 | —          | Mago/Road to Hell                                   | —                 | —              | RCA Original Cast BB 6035       | Pubblicato come Oliver Onions |
| 1977 | —          | Mare/I due superpiedi quasi piatti                  | —                 | —              | RCA Original Cast BB 6055       | Pubblicato come M. & G. Orchestra |
| 1978 | —          | Piedone l'africano                                  | —                 | —              | Cinevox MDF 118                 | Pubblicato come I Charango |
| 1978 | —          | La gatta/Penso se...                                | —                 | —              | Kangaroo Team Records KTRN 3901 | Pubblicato come Guido & Maurizio De Angelis                                                                                                   |
| 1978 | —          | Mompracem/Ritorno a Mompracem                       | —                 | —              | RCA Original Cast BB 6135       | Pubblicato come Oliver Onions sul lato A e come M. & G. Orchestra sul lato B                                                                  |
| 1978 | —          | I Don't Mind about Tomorrow/Non m'importa di domani | —                 | —              | Kangaroo Team Records KTRN 3902 | Pubblicato come Oliver Onions |
| 1978 | —          | Bulldozer/Just a Good Boy                           | —                 | —              | Kangaroo Team Records KTRN 3903 | Pubblicato come Oliver Onions |
| 1978 | —          | Sheriff/Six Ways                                    | —                 | —              | Kangaroo Team Records KTRN 3904 | Pubblicato come Oliver Onions |
| 1979 | —          | Oh... na na na                                      | —                 | —              | ATV ATVN 431                    | Pubblicato come Oliver Onions |
| 1979 | —          | S.O.S. Spazio 1999                                  | 29                | —              | ATV ATVN 432                    | Pubblicato come Oliver Onions |
| 1980 | —          | Agenzia Riccardo Finzi... Praticamente Detective    | —                 | —              | Cinevox MDF 128                 | Pubblicato come Guido & Maurizio De Angelis                                                                                                   |
| 1980 | —          | Santamaria/Notte notte                              | 27                | —              | Kangaroo Team Records KTRN-3905 | Pubblicato come Oliver Onions |
| 1981 | —          | Quanto sei bella stasera/Ancora io                  | —                 | —              | Kangaroo Team Records ZBKT 7220 | Pubblicato come Oliver Onions |
| 1981 | —          | Marco Polo/L'Oriente di Marco Polo                  | —                 | —              | Kangaroo Team Records ZBKT 7231 | Pubblicato come Oliver Onions |
| 1981 | —          | Movie, movie                                        | —                 | —              | Kangaroo Team Records ZBKT 7234 | Pubblicato come Valentino's Band |
| 1981 | —          | W i Re Magi/Bulibù                                  | —                 | —              | Kangaroo Team Records ZBKT 7235 | Pubblicato come I Re Magi |
| 1982 | —          | Galaxy                                              | —                 | —              | RCA Original Cast BB 6578       | Pubblicato come Oliver Onions |
| 1982 | —          | Il gatto Doraemon                                   | —                 | —              | RCA Original Cast BB 6634       | Pubblicato come Oliver Onions. Il lato B è eseguito dal Coro di Nora Orlandi                                                                  |
| 1982 | —          | Jacky/Senda                                         | —                 | —              | Kangaroo Team Records ZBKT 7242 | Pubblicato come Royal Jelly |
| 1982 | —          | Rocky Joe/Olindo Lasola                             | —                 | —              | Kangaroo Team Records ZBKT 7256 | Pubblicato come Gli amici di Rocky |
| 1982 | —          | Goodbye/La notte finirà                             | —                 | —              | Kangaroo Team Records ZBKT 7261 | Pubblicato come Guido & Maurizio De Angelis                                                                                                   |
| 1983 | —          | Benedetta/Tema d'amore                              | —                 | —              | Kangaroo Team Records ZBKT 7305 | Il lato A è inciso da Benedetta Serafini. Il lato B è pubblicato come Guido e Maurizio De Angelis                                             |
| 1983 | —          | D'Artacan                                           | —                 | —              | Kangaroo Team Records ZBKT 7342 | Pubblicato come I Tre Moschettieri |
| 1984 | —          | Il giro del mondo in 80 giorni                      | —                 | —              | Kangaroo Team Records ZBKT 7387 | Pubblicato come Willy Fog sul lato A E Willy Fog e la sua orchestra sul lato B                                                                |
| 1984 | —          | Dagobert                                            | —                 | —              | Triple Time Music ZBTT 7385     | Pubblicato come M. G. Orchestra |
| 1984 | —          | Pianoforte/Idylle                                   | —                 | —              | Triple Time Music ZBTT 7386     | Pubblicato come M. G. Orchestra. Il lato B è inciso da Elvio Monti                                                                            |
| 1985 | —          | Domani è lunedì/Black Inferno                       | —                 | —              | Triple Time Music ZB 7517       | Pubblicato come M&G Orchestra |
| 1987 | —          | Il grande oceano di Capitan Cook                    | —                 | —              | Kangaroo Team Records ZB 41159  | Pubblicato come G e M De Angelis Orchestra |
| 1988 | —          | Before the Beatles/La mia musica è così             | —                 | —              | TPI ZB 42357                    | Il lato A è eseguito da Anna Maria Vinci. Sigle della miniserie televisiva Quando ancora non c'erano i Beatles. Pubblicato come Oliver Onions |
| 1998 | —          | Sandokan                                            | —                 | —              | Mi Casa Su Casa MCC 666592 1    | CD single. Rifacimento realizzato per la serie animata Sandokan - La tigre della Malesia. Pubblicato come Oliver Onions                       |

## Arrangiamenti per altri artisti
- 1969 - Un marinaio/Occhi buoni (45 giri) per i Beans
- 1970 - ..E niente (per Gabriella Ferri)
- 1970 - Terra di Gaibola per Lucio Dalla
- 1971 - Storie di casa mia per Lucio Dalla
- 1971 - ...E se fumarono a Zazà per Gabriella Ferri
- 1971 - Anima/Pioverà pioverà (45 giri) per Nicola Di Bari
- 1972 - L'amore è facile, non è difficile per Gabriella Ferri
- 1973 - Sempre per Gabriella Ferri
- 1974 - Remedios per Gabriella Ferri
- 1975 - Tu anima mia/L'isola per Patrizio Alluminio
- 1975 - Ti fa bella l'amore per Nicola Di Bari
- 1982 - Ruy il piccolo cid (Kangaroo Team Records, ZBKT 7296; il disco è attribuito a Benedetta e a nessun artista sul lato B dove è presente la versione strumentale)

## Canzoni scritte per altri artisti
Dove non specificato diversamente, i due fratelli sono autori del testo e della musica
- 1969 - Occhi buoni (45 giri) per i Beans
- 1970 - Tu felicità (45 giri) per Angela Bini
- 1971 - Trinity Stand Tall/Remember (45 giri) per Gene Roman
- 1974 - Don't Loose Control (45 giri) per Gene Roman
- 1974 - Goodbye My Friend/Drivin' All Around (45 giri) per Susy and Guy
- 1975 - On My Way/Grey Hat (45 giri) per i Dream Bags
- 1983 - Stand By My Side (45 giri) per Agnetha Fältskog
- 1983 - Lady of Germany... (bella bella tu), modificata in Lady 'O per la sigla di Action Now